# Grussenheim
Grussenheim (Duits: Grüssenheim) is een gemeente in het Franse departement Haut-Rhin in de regio Grand Est en telt 823 inwoners (2005).

## Geschiedenis
Grussenheim maakte deel uit van het arrondissement Colmar tot dit op op 1 januari 2015 fuseerde met het arrondissement Ribeauvillé tot het arrondissement Colmar-Ribeauvillé.
De gemeente maakte deel uit van het kanton Andolsheim tot dit op 22 maart 2015 werd opgeheven en Grussenheim werd opgenomen in het op die gevormde kanton Colmar-2.

## Geografie
De oppervlakte van Grussenheim bedraagt 7,5 km², de bevolkingsdichtheid is 109,7 inwoners per km².
De onderstaande kaart toont de ligging van Grussenheim met de belangrijkste infrastructuur en aangrenzende gemeenten.

## Demografie
Onderstaande figuur toont het verloop van het inwonertal (bron: INSEE-tellingen).